# Jiří Šust
Jiří Šust (* 29. August 1919 in Prag; † 30. April 1995 ebenda) war ein tschechischer Filmkomponist.

## Leben

### Berufliches Schaffen
Jiří Šust erlernte bereits in jungen Jahren das Klavierspielen. Seinen Wunsch, Musik zu studieren, erfüllten ihm seine Eltern nicht, sondern bestanden auf dem Besuch einer Handelsakademie. Nachdem er von dieser verwiesen worden war, ging Šust nach Moskau, wo sein Vater als Angehöriger an der tschechoslowakischen Botschaft tätig war. Šust bestand die Aufnahmeprüfung am dortigen Konservatorium und studierte Klavier und Komposition. Zu Beginn des Zweiten Weltkrieges kehrte er nach Prag zurück und setzte das Studium der Komposition fort.
1941 begann Šust seine Tätigkeit als Filmkomponist in den Filmstudios von Zlín. Einer seiner ersten Aufträge war die Melodie für einen Werbefilm des dort ansässigen Schuhkonzerns Bata. Bis 1946 entstanden in Zlín Kompositionen zu 14 Filmen, danach kehrte Šust nach Prag zurück und arbeitete in den Filmstudios Barrandov und im Armee-Filmstudio, wo er im Laufe seines Schaffens die Musik zu über 80 Spielfilmen sowie zahllosen Fernsehfilmen und -serien schrieb. Bekannte Regisseure, mit denen Šust zusammenarbeitete, waren unter anderem Věra Chytilová, František Vláčil und insbesondere Jiří Menzel, für den er im Laufe von 30 Jahren die Musik zu elf seiner Filme komponierte und der Šust als seinen „Hofkomponisten“ bezeichnete.
Neben Filmmusiken komponierte Šust auch Marschlieder und so genannte „Gassenhauer“ sowie das Monumentalwerk Concerto Bohemo.

### Privates
Während des Zweiten Weltkrieges kämpfte Jiří Šust aktiv gegen den Faschismus. Während Šust sich lange Zeit vor der Gestapo verstecken konnte, wurde sein jüngerer Bruder in einem Konzentrationslager interniert, überlebte die Gefangenschaft aber. Mutter und Stiefvater Šusts kamen dagegen in KZ-Haft ums Leben.

## Filmografie (Auswahl)
- 1952: Razek findet Anschluß (Racek má zpoždění) – Regie: Josef Mach
- 1953: Über uns tagt es (Nad námi svítá) – Regie: Jiří Krejčík
- 1954: Die Schwestern (Frona) – Regie: Jiří Krejčík
- 1954: Vzpomínka – Regie: František Vláčil
- 1957: Die goldene Spinne (Zlatý pavouk) – Regie: Pavel Blumenfeld
- 1958: Die Moral der Frau Dulski (Morálka paní Dulské) – Regie: Pavel Blumenfeld
- 1959: Wohin die Straße führt (Křižovatky) – Regie: Pavel Blumenfeld
- 1960: Leute wie du und ich (Lidé jako ty) – Regie: Pavel Blumenfeld
- 1964: Die buntscheckigen Engel (Strakatí andělé) – Regie: Pavel Blumenfeld
- 1966: Perlen auf dem Meeresgrund (Perličky na dně) – Regie: Věra Chytilová
- 1966: Liebe nach Fahrplan (Ostře sledované vlaky) – Regie: Jiří Menzel
- 1966: Tausendschönchen (Sedmikrásky) – Regie: Věra Chytilová
- 1968: Launischer Sommer (Rozmarné léto) – Regie: Jiří Menzel
- 1969/90: Lerchen am Faden (Skřivánci na nitích) – Regie: Jiří Menzel
- 1972: Wege der Männer (Cesty mužů) – Regie: Ivo Toman
- 1973: Schüsse in Marienbad (Výstřely v Mariánských Lázních) – Regie: Ivo Toman
- 1976: Das einsame Haus am Waldesrand (Na samotě u lesa) – Regie: Jiří Menzel
- 1979: Die wunderbaren Männer mit der Kurbel (Báječní muži s klikou) – Regie: Jiří Menzel
- 1981: Kurzgeschnitten (Postriziny) – Regie: Jiří Menzel
- 1983: Milo Barus, der stärkste Mann der Welt – Regie: Henning Stegmüller
- 1984: Das Wildschwein ist los (Slavnosti sněženek) – Regie: Jiří Menzel
- 1985: Heimat, süße Heimat (Vesničko má středisková) – Regie: Jiří Menzel
- 1985: Grüne Jahre (Zelená léta) – Regie: Milan Muchna
- 1986: Samorost – Regie: Otokar Fuka
- 1989: Ende der alten Zeiten (Konec starých časů) – Regie: Jiří Menzel
- 1989: Wir bleiben treu
- 1994: Die denkwürdigen Abenteuer des Soldaten Iwan Tschonkin (Život a neobyčejná dobrodužství vojáka Ivana Čonkina) – Regie: Jiří Menzel